# Albert Schaaffhausen
 Karl Otto Albert Schaaffhausen (* 23. April 1876 in Essen; † 10. Dezember 1960 in Samoa) war ein deutscher Bauexperte, der vor allem als Kolonialarchitekt in Deutsch-Samoa tätig war. Schaaffhausen ist für die Schaffung der meisten deutschen öffentlichen Kolonialbauten in Samoa verantwortlich.

## Lebensweg
1899 reiste Schaaffhausen nach Afrika und Sydney und schlussendlich ein Jahr später nach Samoa. Im gleichen Jahr schloss er die Baufachschule ab. Er war auf Samoa ab 1901 als Architekt tätig und wurde 1903 offizieller Bauaufseher. Schaaffhausen war als Architekt tätig, wenn auch er diesen Beruf nie formell erlernt hatte. 1905 hatte er eine besser bezahlte Versetzung nach Deutsch-Neuguinea angenommen, diese aber ein Jahr später abgelehnt, nachdem er in Samoa zum Bautechniker aufgestiegen war.
Er heiratete 1904 in Savaii die samoanisch-US-amerikanische Hannah Wallwork (1885–1949). Sie hatten drei Söhne.
Bis 1914 baute Schaaffhausen mindestens 40 Gebäude und Infrastruktureinrichtungen im Land. Bei einem Heimaturlaub 1914 wurde er für den Kriegsdienst eingezogen. 1923 kehrte Schaaffhausen nach Samoa zurück. Hier arbeitete er bis 1931 für O. F. Nelson, ehe er für die neuseeländische Verwaltung als Architekt tätig war. Er führte die Abteilung ab 1932 bis zu seiner Pensionierung 1946.
Im Zuge des Zweiten Weltkriegs wurde Schaaffhausen zwischen 1942 und 1944 auf Matiu/Somes Island interniert.
Schaaffhausen liegt auf dem Maagiagi-Friedhof in Apia, neben seiner Frau, begraben.

## Bauwerke (Auswahl)
- 1903: Krankenhaus der Eingeborenen
- 1905/06: Schule für Fremde (Ifi-Ifi-Schule), heute Museum of Samoa
- 1907: Malifa-Schule in Apia
- 1907: Deutsches Krankenhaus (Erweiterungen)
- 1909: Gebäude der samoanischen Selbstverwaltung, Mulinu'u
- 1931: Postamt in Apia
- Tifaga Playhouse